# La part du diable
La part du diable – trzynasty album studyjny polskiej thrash metalowej grupy Acid Drinkers. Wydawnictwo ukazało 19 października 2012 roku nakładem wytwórni Mystic Production. Na płycie znalazło się 11 premierowych utworów. To pierwszy studyjny album, przy tworzeniu którego udział wziął gitarzysta grupy Wojciech „Yankiel” Moryto. Płyta zadebiutowała na 6. miejscu listy OLiS w Polsce.
Album został zarejestrowany głównie w Perlazza Studio w Opalenicy, którego właścicielem jest były gitarzysta Acid Drinkers Przemysław „Perła” Wejmann. Za miksowanie odpowiadał Jacek Miłaszewski z Chimp Studio, który pracował także nad dwoma poprzednimi płytami zespołu. Autorką okładki była Aleksandra Spanowicz. Album promowała trasa koncertowa pod nazwą The Good, the Bad and the Diable.
5 października 2012 za pośrednictwem serwisu YouTube zaprezentowany został pierwszy singel z albumu pt. Old Sparky. Nazwa pochodzi od elektrycznego krzesła z więzienia stanowego na Florydzie. Inny z utworów, Bundy's DNA, odnosi się do postaci skazanego na śmierć amerykańskiego seryjnego mordercy Teda Bundy’ego, który został stracony właśnie na krześle Old Sparky. Z kolei tekst utworu Andrew’s Strategy dotyczy Andersa Breivika, norweskiego terrorysty odpowiedzialnego za masakrę na wyspie Utøya.
16 października 2012 zespół umożliwił przedpremierowe odsłuchanie całego albumu na portalu interia.pl.

## Lista utworów
źródło: Acid-Drinkers.com
| Nr  | Tytuł utworu                     | Długość |
| --- | -------------------------------- | ------- |
| 1.  | „Kill The Gringo”                | 4:22    |
| 2.  | „The Trick”                      | 3:03    |
| 3.  | „Old Sparky”                     | 4:26    |
| 4.  | „On The Beautiful Bloody Danube” | 4:53    |
| 5.  | „Dance Semi-Macabre”             | 5:03    |
| 6.  | „V.O.O.W”                        | 3:52    |
| 7.  | „Bundy's DNA”                    | 3:38    |
| 8.  | „Andrew’s Strategy”              | 4:39    |
| 9.  | „The Payback”                    | 4:39    |
| 10. | „Broken Real Good”               | 4:50    |
| 11. | „Zombie Nation”                  | 4:21    |
|     |                                  | 47:46   |

## Twórcy
źródło: Acid-Drinkers.com
| Zespół Acid Drinkers w składzie - Tomasz „Titus” Pukacki – śpiew, gitara basowa - Dariusz „Popcorn” Popowicz – gitara rytmiczna, gitara prowadząca - Maciej „Ślimak” Starosta – perkusja, producent muzyczny - Wojciech „Jankiel” Moryto – gitara rytmiczna, gitara prowadząca, wokal wspierający, wokal prowadzący (5, 11) | Inni - Michał „Mihau” Kaleciński – gitara basowa (8, 11) - Przemysław „Perła” Wejmann – realizacja nagrań - Jacek Miłaszewski – miksowanie, mastering - Aleksandra Spanowicz – projekt okładki - Łukasz „Pachu” Pach – skład graficzny płyty |